# Grafen

4 straturi de grafen (din compoziția grafitului)

Grafenul (pron. grafen]; variantă: grafenă) este varianta bidimensională a grafitului; este format dintr-un aranjament planar (bidimensional) de atomi de carbon dispuși într-o rețea hexagonală.
Grafenul este cel mai bun conductor de electricitate și căldură cunoscut.
A fost descoperit și izolat în 2004, prin exfolierea grafitului, de către un grup de cercetători britanici de la universitatea din Manchester condus de profesorul olandez Andre Geim, care pentru aceasta a fost distins cu Premiul Nobel pentru Fizică 2010, împreună cu colaboratorul său Konstantin Novoselov, ambii de origine rusă.
Distanța dintre atomii de carbon ai grafenului este de 0,142 nm. Grafenul este elementul structural de bază al altor alotropi ai carbonului incluzând grafitul, nanotuburile de carbon și fulerenele
6 neutroni
6 protoni
6 electroni pe invelisul electronic

## Proprietăți
Grafenul are un șir întreg de proprietăți deosebite, care îi conferă un potențial extraordinar, atât pentru fizica teoretică fundamentală, cât și pentru realizarea practică a unor noi aplicații:
- grafenul se întâlnește în natură în mari cantități;
- foliile de grafen sunt foarte stabile, chiar în condiții de temperatură și presiuni obișnuite/normale, deci nu e nevoie de măsuri de mediu deosebite;
- foliile de grafen au o structură extrem de regulată, încă nu s-au descoperit defecte de structură;
- grafenul are o rezistență mecanică foarte mare și este foarte rigid (pe o direcție), dar și flexibil (pe alte direcții);
- grafenul este format dintr-un singur strat de atomi de carbon, și de aceea este materialul cel mai subțire posibil; astfel, pentru a atinge o grosime totală de numai 1 mm sunt necesare 3.000.000 straturi de grafen alăturate. Din cauza subțirimii lor, foliile de grafen luate individual sunt transparente.
- cu toate că este alcătuit numai din carbon, producerea și izolarea grafenului nu sunt tocmai ieftine, în special atunci când e nevoie de folii de mari dimensiuni; totuși, folii de grafen de dimensiuni normale sunt relativ ușor de obținut.
- oxidul de grafen este mai ușor de produs.

## Aplicații ale grafenului deja realizate în practică
- Purtător de specimen în microscopia electronică cu transmisie. Avantaje: grafenul este practic transparent și nu deranjează vederea specimenului; ca specimen se utilizează de obicei atomi de substanțe, care însă se atașează de grafen atât de tare încât nu mai vibrează și pot fi cercetați în liniște; ar putea fi chiar filmați; chiar și decursul reacțiilor chimice la nivelul atomilor poate fi fotografiat și filmat live (acesta este visul oricărui chimist); rezoluția rezultantă este foarte mare, astfel s-au putut deja pentru prima dată studia atomi singulari de hidrogen (care sunt foarte mici în comparație cu alți atomi); în fine, pentru asta se pot folosi microscoapele electronice cu transmisie existente, nemodificate.[2]
- Byung Hee Hong și colegii săi de la universitatea Sungkyunkwan (Coreea) au reușit de curând (2009) să creeze filme de grafen flexibile cu o suprafață de până la 4 cm². Până la el dimensiunile filmelor erau abia de ordinul micrometrilor.
- O grupă de cercetători de la Georgia Institute of Technology din Atlanta, Georgia, SUA condusă de Elisa Riedo a reușit să graveze conductoare electrice din grafen de numai 12 nm lățime pe un substrat de oxid de grafen. Metoda folosește vârful încins al unui microscop cu forță atomică (tip AFM). Procedeul este direct (necesită un singur pas), fiabil, flexibil, necostisitor, rapid, lipsit de uzură, și de aceea foarte promițător pentru producerea circuitelor integrate la scara nanometrică. Metoda se pretează de asemenea și la cercetarea semnalelor electrice în celule vii (v. revista Science vol. 328 din 11 iunie 2010, p. 1373, precum și în web la ).
- Prin prelucrarea unor membrane relativ mari formate dintr-un singur strat de grafen crescute prin depunere chimică de vapori, cercetători de la MIT, Oak Ridge National Library (ORNL) și din alte centre au descoperit că materialul are defecte intrinseci, găuri în armura sa de mărimea unui atom. În experimente s-a observat că molecule mici precum sărurile au trecut ușor prin porii unei membrane de grafen, în timp ce molecule mai mari nu au putut penetra membrana.

Rezultatele, spun cercetătorii, subliniază  posibilitatea unor aplicații promițătoare, cum ar fi membrane care pot filtra contaminanți microscopici din apă, sau care separă anumite tipuri de molecule din probe biologice.

## Posibilități interesante pentru viitor
- cercetare fundamentală în domeniul mecanicii cuantice, fără a necesita cheltuieli enorme de ordinul chiar al miliardelor de euro, cum este cazul până acum la acceleratorii de particule și la telescoapele actuale; cu ajutorul grafenului, mecanica cuantică poate fi cercetată acum și în laboratoare;
- dovedirea unor fenomene cuantice deosebite sau neașteptate;
- tranzistori și circuite integrate deosebit de mici și rapide, mult mai rapide decât cele be bază de siliciu; toate aplicațiile actuale electronice se vor putea realiza mult mai bine pe bază de grafene;
- producția de fulerene și nanotuburi;
- producția de noi materiale compuse, extrem de dure și rigide (pe o direcție), dar eventual flexibile (în altă direcție), pentru display-uri noi, flexibile, hârtie specială, laminate și folii speciale, computere cu punct de cuante, celule solare și multe altele.

## Teoria conspirației
Mai multe articole și postări pe platformele social media afirmă că „oxidul de grafen” este prezent în vaccinul Pfizer împotriva Covid-19 și citează un studiu al unui profesor de la Universitatea din Almeria, Spania.  Experții au confirmat că nu există dovezi privind prezența acestor substanțe în vaccinul Pfizer - sau în vreun alt vaccin disponibil.